# Бенгальська мова
Бенга́льська мо́ва або бенга́лі (বাংলাⓘ, МФА: /ˈbaŋla/) — мова індоарійської мовної родини, офіційна мова країни Бангладеш, а також штату Індії Західна Бенгалія. Належить до східнодійської групи індоєвропейських мов. Кількість мовців — понад 215 млн. Основоположником сучасної літературної бенгальської мови на народній основі був Рабіндранат Тагор. За словниковим складом близька до санскритської мови, але відрізняється від неї граматичною будовою.

## Поширеність

Мовний ареал використання бенгалі

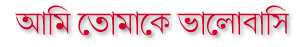
Напис «Я кохаю тебе» бенгальською мовою

Автограф бенгальського письменника Рабіндраната Тагора

Бенгальська мова історично поширена в регіоні, відомому як Бенгалія. Це офіційна мова Бангладеш і одна з 23 офіційних мов Індії. Серед індійських штатів, має офіційний статус у Західній Бенгалії (носії бенгальської мови складають більше 85 % від населення штату) і Трипура (понад 67 %). Багато носіїв мови проживає в індійських штатах Ассам (близько 28 % від населення штату), Андаманські та Нікобарські острови (близько 26 %), Джаркханд (близько 10 %), Аруначал-Прадеш і Мізорам (більше 9 %).

## Історія

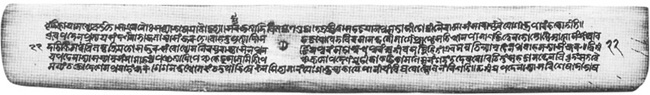
Сторінки з Чар'япади

Історію бенгальської мови можна простежити за писемними пам'ятками починаючи з X—XII століття. Мовознавці вирізняють три основних періоди розвитку бенгальської мови:
- старобенгальська мова (з X—XII століття) — тексти: Чар'япада, девотивні пісні; поява займенників Ami, tumi тощо; Словозміна дієслів -ila, -iba тощо. У цей період від бенгалі відділилися асамська мова та мова Орія. Писемність перебувала під впливом камрупі.
- середньобенгальська мова (з XIV століття) — головний текст цього часу — Чандідасова Шарекрішна Чіртана; відбувається елізія фінальної ô; з'являються складні дієслова; вплив перської мови. Деякі лінгвісти поділяють цей період на ранню та пізню середньобенгальську (Мукундарама Чакраборті).
- новобенгальська мова (з кінця XVIII століття) — скорочення дієслів та займенників (пор. tahar → tar «його»/«її»; koriyachhilô → korechhilo він/вона).

Найдавніший текст бенгальською мовою, що зберігся до сьогодні, «Чар'ячар'ятіка» датується X—XI століттями. Це не лише перша пам'ятка новою індоарійською мовою, але й видатний твір літератури та остання створена на території Індії пам'ятка буддійської культури. Серед бенгальських письменників особливе місце займають Рабіндранат Тагор та Вівекананда. Загалом існує багата поетична традиція бенгальською мовою. Бенгальською було створено також видатні твори філософсько-релігійної думки. Не меншу, ніж література і філософія, славу здобув у світі й бенгальський кінематограф. Режисери Гхатака, Сатьяджіта Рая, Мрінала Сена та сучасні молоді Гаутама Гхоша, Буддадева Дасгупта здобули численні відзнаки на престижних кінофестивалях. Цікавим явищем культури є бенгальський національний театр.

## Писемність
Як графічну основу бенгальська мова використовує алфавіт, який походить (як деванагарі, ґурмукхі та інші письменності Індії) від графіки брахмі. Бенгальське письмо спільне для бенгальської та асамської мов, використовувалося також для санскриту. Протобенгальські форми письма зафіксовані у пам'ятках XI століття. Власне бенгальське письмо сформувалося в XV столітті.

## Орфографія
Бенгальська є фонетичною мовою, й орфографія в більшості випадків повністю відповідає вимові. Проте існує ряд винятків. Незважаючи на зміни в орфографії, що відбулися в XIX столітті, писемність мови ґрунтується на нормі санскриту і не завжди враховує зміни і злиття звуків, що відбулися в мові. Іноді для одного і того ж звуку використовується кілька графем. Крім того, бенгальська орфографія не враховує всі фонетичні нюанси, багато сполучень приголосних також не відповідають їхнім складовим частинам. Так поєднання звуків ক্ [k] і ষ [ʂɔ], що позначається графічно як ক্ষ може вимовлятися як [kʰːo], [kʰo] або [kʰɔ].

## Фонетика
Для фонетики бенгалі характерні: гармонія голосних, протиставлення носових і неносових голосних, а також придихальних і непридихальних приголосних, гемінація приголосних, «окання». Звукова система включає 29 приголосних і 14 голосних звуків, з яких 7 носових. Бенгалі має широкий спектр дифтонгів.
|                                 | Переднього ряду | Середньогоо ряду | Заднього ряду |
| ------------------------------- | --------------- | ---------------- | ------------- |
| закритий                        | i               |                  | u             |
| високо-середнього піднесення    | e               |                  | o             |
| ненапружені низького піднесення | æ               |                  | ɒ             |
| відкритий                       |                 | a                |               |

|                               |                               | Губні | Зубні/Ясенні | Ретрофлексні | Алвеоло -палатальні | Велярні | Глоткові |
| ----------------------------- | ----------------------------- | ----- | ------------ | ------------ | ------------------- | ------- | -------- |
| Носові                        | Носові                        | m     | n            |              |                     | ŋ ng    |          |
| Проривні                      | глухі                         | p     | t̪ t          | ʈ ṭ          | tɕ ch               | k       |          |
| Проривні                      | придихальні                   | pʰ ph | t̪ʰ th        | ʈʰ ṭh        | tɕʰ chh             | kʰ kh   |          |
| Проривні                      | дзвінкі                       | b     | d̪ d          | ɖ ḍ          | dʑ j                | ɡ g     |          |
| Проривні                      | придихальні                   | bʱ bh | d̪ʱ dh        | ɖʱ ḍh        | dʑʱ jh              | ɡʱ gh   |          |
| фрикативні                    | фрикативні                    | f     | s, z s       | ʂ ṣ          | ɕ sh                |         | h        |
| апроксиманти                  | апроксиманти                  |       | l            |              |                     |         |          |
| Р-подібні приголосні (rhotic) | Р-подібні приголосні (rhotic) |       | r            | ɽ ṛ          |                     |         |          |

### Наголос та інтонація
У питомо бенгальських словах основний наголос завжди падає на перший склад, тоді як наступні непарні склади можуть виділятися додатковими слабшими наголосами. У той же час, в словах запозичених із санскриту наголосом виділяється кореневий склад слова, що не зовсім гармонує з власне бенгальськими словами.
При додаванні префіксів наголос зсувається ліворуч. Наприклад, у слові shob-bho (цивілізований) наголос падає на перший склад shob, додаючи негативний префікс «ô-» отримуємо ô-shob-bho (нецивілізований), наголос зсувається на склад ô. У кожному разі, наголос в бенгальській мові не впливає на зміст слова.
За невеликими винятками інтонація і тональність в окремих словах бенгалі не має вирішального значення. Водночас інтонація в реченні відіграє важливу роль. Так в простому розповідному реченні більшість слів або фраз вимовляються з підвищеним тоном, за винятком останнього в реченні слова, на якому тон стає низьким. Таким чином у бенгальських реченнях утворюється особливий музичний наголос. Тональності в інших реченнях відрізняється від наведеної вище. У питальних реченнях з відповіддю так-ні підвищення тону може бути сильнішим, а падіння тону на фінальному слові — різкішим.

### Довгота голосних
На відміну від багатьох інших індійських мов, довгота голосних у бенгалі не має смислорозрізнювального значення. Проте при певному поєднанні морфем одні голосні вимовляються довше інших. Зокрема, довшим буде останній склад синтагми. У односкладових словах, що закінчуються на голосний, наприклад cha (чай) голосний буде довшим, ніж у першому слові слова chaţa .

### Сполучення приголосних
Власне бенгальські слова не мають кластерів приголосних, максимальна складова структура при цьому — CVC (приголосний-голосний-приголосний). У той же час, санскритська лексика має широкий діапазон кластерів, складова структура при цьому досягає CCCVC. Наприклад, кластер mr в মৃত্যু mrittu «смерть». Англійські та інші запозичення мають ще більший обсяг кластерів, наприклад ট্রেন ţren «поїзд» або গ্লাস glash «скло».
Кластери на кінці слова вкрай рідкісні, більшість з них також використовуються в англійських запозиченнях: in লিফ্ট lifţ «ліфт»; ব্যাংক bêņk «банк». Проте такі поєднання існують і у власне бенгальських словах, наприклад в слові গঞ্জ gônj, яке входить у назви багатьох населених пунктів. Деякі (особливо східні) діалекти бенгальської мови використовують кінцеві кластери досить часто, наприклад в слові চান্দ chand «місяць» (у стандартній формі мови — চাঁদ chãd, де замість кластера використовується носовий голосний).

## Морфологія

### Морфологічний тип мови
Граматичний лад бенгальської мови має аглютинативний характер словотворення і словозміни, поширені службові слова, редуплікація граматично і семантично пов'язаних одиниць.

### Займенник
Бенгальські займенники мають категорію особи (перша, друга, третя) та числа (однина, множина). На відміну від української мови у бенгальській займенники не розрізняються за родом, тобто той самий займенник може бути використаний при перекладі як відповідник українських займенників «він» чи «вона».
Але у бенгальській мові також є три займенники третьої особи, але вони розрізняються за близкістю до мовця (близько (тут), далеко (там) та десь). Існують також ввічливі та розмовні (фамільярні) форми займенників. Дуже фамільярні форми застосовуються щодо близьких друзів чи членів сім'ї або щодо підлеглих, а також при використанні ненормативної лексики. У наведених нижче таблицях використовуються такі скорочення: д.ф. = дуже фамільярна форма, ф = фамільярна, в = ввічлива (шаноблива).
Займенник у називному відмінку виступає у реченні підметом.
| Особа | Близькість | Ставлення | Однина          | Множина     |
| ----- | ---------- | --------- | --------------- | ----------- |
| 1     | 1          | 1         | ami (я)         | amra (ми)   |
| 2     | 2          | д.ф.      | tui (ти)        | tora (ти)   |
| 2     | 2          | ф.        | tumi (ти)       | tomra (ти)  |
| 2     | 2          | в.        | apni (ви)       | apnara (ви) |
| 3     | Тут        | ф.        | e (він/вона)    | era (вони)  |
| 3     | Тут        | в.        | ini (він/вона)  | ẽra (вони)  |
| 3     | Там        | ф.        | o (він/вона)    | ora (вони)  |
| 3     | Там        | в.        | uni (він/вона)  | őra (вони)  |
| 3     | Десь       | ф.        | she (він/вона)  | tara (вони) |
| 3     | Десь       | в.        | tini (він/вона) | tãra (вони) |

### Іменник
Іменники змінюються за відмінками і числом. Відсутня категорія роду. Розрізняються категорії одухотвореності — бездушності, визначеності — невизначеності, що виражаються через форми відмінювання та через використання визначально-вказівних афіксів, що приєднуються як до іменників, так і до займенників.
Таблиця відмінювання іменників
|           | Іменники-назви істот         | Іменники-назви неістот               |
| --------- | ---------------------------- | ------------------------------------ |
| Називний  | ছাত্রটা chhatro-ţa студент      | জুতাটা juta-ţa черевик                  |
| Знахідний | ছাত্রটাকে chhatro-ţa-ke студента | জুতাটা juta-ţa черевика                 |
| Родовий   | ছাত্রটার chhatro-ţa-r студента  | জুতাটার juta-ţa-r черевика              |
| Місцевий  | -                            | জুতাটায় juta-ţa-(t)e на черевику (-ові) |

|           | Іменники-назви істот               | Іменники-назви неістот                         |
| --------- | ---------------------------------- | ---------------------------------------------- |
| Називний  | ছাত্ররা chhatro-ra студенти           | জুতাগুলা/জুতোগুলো juta-gula/juto-gulo черевики         |
| Знахідний | ছাত্রদের(কে) chhatro-der(ke) студентів | জুতাগুলা/জুতোগুলো juta-gula/juto-gulo черевиків        |
| Родовий   | ছাত্রদের chhatro-der студентів        | জুতাগুলা/জুতোগুলোর juta-gula/juto-gulo-r черевиків     |
| Місцевий  | -                                  | জুতাগুলা/জুতোগুলোতে juta-gula/juto-gulo-te на черевиках |

### Дієслово
Дієслово в бенгальській змінюється за часами і особами у двох способах: індикативі та імперативі. Характеризується наявністю категорії ввічливості (субординації). Розвинена система часових форм.
Простий теперішній час
Простий теперішній час у бенгальській мові утворюється, як і в українській, за допомогою відповідних закінчень: -i, -(i)sh, -o, -e, -(e)n.
| Дієслово               | Перша особа | Друга особа (дуже фамільярна форма) | Друга особа (фамільярна) | Третя особа (фамільярна) | Друга/Третя особа (ввічлива форма) |
| ---------------------- | ----------- | ----------------------------------- | ------------------------ | ------------------------ | ---------------------------------- |
| bôla (сказати)         | ami boli    | tui bolish                          | tumi bôlo                | she bôle                 | apni bôlen                         |
| khola (відкрити)       | ami khuli   | tui khulish                         | tumi kholo               | she khole                | apni kholen                        |
| খোলা                     | আমি খুলি       | তুই খুলিস                              | তুমি খোলো                    | সে খোলে                     | আপনি খোলেন                            |
| khêla (грати)          | ami kheli   | tui khelish                         | tumi khêlo               | she khêle                | apni khêlen                        |
| খেলা                     | আমি খেলি       | তুই খেলিস                              | তুমি খেলো                    | সে খেলে                     | আপনি খেলেন                            |
| chena (ідентифікувати) | ami chini   | tui chinish                         | tumi cheno               | she chene                | apni chenen                        |
| চেনা                     | আমি চিনি       | তুই চিনিস                              | তুমি চেনো                    | সে চেনে                     | আপনি চেনেন                            |
| jana (знати)           | ami jani    | tui janish                          | tumi jano                | she jane                 | apni janen                         |
| জানা                     | আমি জানি       | তুই জানিস                              | তুমি জানো                    | সে জানে                     | আপনি জানেন                            |
| dhoa (мити)            | ami dhui    | tui dhush                           | tumi dhoo                | she dhoe                 | apni dhon                          |
| ধোয়া                     | আমি ধুই       | তুই ধুস                               | তুমি ধোও                    | সে ধোয়                     | আপনি ধোন                             |
| khaoa (їсти)           | ami khai    | tui khash                           | tumi khao                | she khae                 | apni khan                          |
| খাওয়া                    | আমি খাই       | তুই খাস                               | তুমি খাও                    | সে খায়                     | আপনি খান                             |
| deoa (давати)          | ami di      | tui dish                            | tumi dao                 | she dêe                  | apni dên                           |
| দেওয়া                    | আমি তরে দিই    | তুই তারে দিস                            | তুমি দাও                    | সে দেয়                     | আপনি দেন                             |

### Основні способи словотворення
Словотвір відбувається переважно за допомогою суфіксації та словоскладання. У санскритській лексиці використовується префіксація.

## Синтаксис

### Структура речення
У морфологічних і синтаксичних утвореннях спостерігається постпозиція головного слова в словосполученні. Поширені словосполучення зі службовими дієсловами, в тому числі дієслівно-дієслівні та дієслівно-іменні. Негативні форми займенників і прислівників відсутні.

## Діалекти і літературна мова
У бенгальській мові виділяють дві основні групи діалектів: західну (основним є діалект району Навадвіпа) та східну (основним є діалект району Даккі. Особливе місце займає діалект Чіттагонга (південний схід), мова якого найбільше відрізняється від літературної.
Літературна бенгальська мова виступає у двох основних стилях: шадху-бхаша або класичний та чоліт-бхаша або розмовний стиль. Шаду-пхаша базується на західному діалекті, в ньому збереглося багато архаїчних структур. Розмовний чоліт-бхаша поєднує в собі певні риси західного діалекту та калькутської говірки. Шаду-пхаша широко вживався до 20-х років XX століття, але й досі використовується в науковій літературі, офіційних документах та деяких друкованих органах. Проте сьогодні домінантним стилем літературної мови став чоліт-бхаша.

## Лексика

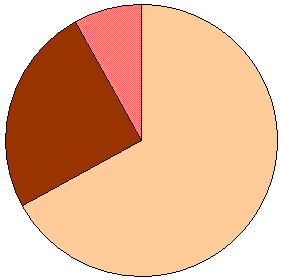
Бенгальська лексика та її походження:
«Tôdbhôbo» (питома лексика)
«Tôtshômo» (запозичення з санскриту)
«Deshi» (запозичення з сусідніх мов) та «Bideshi» (запозичення з інших мов)

Словник бенгальської мови приблизно на 67 % складається з слів санскритського походження (তৎসম tôtshômo), на 28 % з власне бенгальської лексики (তদ্ভব tôdbhôbo), решта 5 % складають різні запозичення як із сусідніх (দেশী deshi), так і з європейських мов (বিদেশী bideshi).
Водночас велика частина цих слів є архаїчними або маловживаними термінами. Лексика, що використовується у сучасній літературі, складається на 67 % з власне бенгальських слів, близько 25 % становлять санскритські запозичення і близько 8 % — запозичення з інших мов.
При тривалих контактах бенгальської мови з сусідніми народами та Близьким Сходом, запозичення включають переважно слова з гінді, асамської, китайської, австронезійських мов, арабської, перської, тюркських мов. Внаслідок європейської колонізації до бенгальської проникло багато слів з англійської, португальської, меншою мірою голландської, французької тощо.
- Австронезійські запозичення включають: আলু alu (картопля), খুকি khuki (дівчинка), খোকা khoka (хлопчик), মাঠ maţh (поле).
- Запозичення з гінді: চাহিদা chahida (вимога), কাহিনী kahini (оповідання), ফালতু faltu (марні).
- Китайські запозичення: চা cha (чай), চিনি chini (цукор), লিচু lichu (лічі).
- Арабські запозичення: আক্কেল akkel (мудрість від араб. عقل 'aql), খালি khali (порожньою від араб. خالي khālī), গরিব gorib (бідний від араб. غريب gharīb), তারিখ tarikh (дата), জবাব jôbab (відповідь), খবর khôbor (новини).
- Перські запозичення: আয়না aena (дзеркало, від перс. ايينه âyneh), খারাপ kharap (поганий), আস্তে aste (повільно), খুব khub (дуже), চশমা chôshma (очки), জান jan (дорогий), বাগান bagan (сад).
- Англійські запозичення: ডাক্তার đaktar (доктор), পুলিশ pulish (поліція), হাসপাতাল hashpatal (лікарня).
- Португальські запозичення: কামিজ kamiz (сорочка), জানালা janala (вікно), সাবান shaban (мило), ক্রুশ krush (хрест), পাদ্রি padri (католицький священик).

## Приклади тексту
Стаття № 1 Загальної декларації прав людини:
- ধারা ১: সমস্ত মানুষ স্বাধীনভাবে সমান মর্যাদা এবং অধিকার নিয়ে জন্মগ্রহণ করে। তাঁদের বিবেক এবং বুদ্ধি আছে; সুতরাং সকলেরই একে অপরের প্রতি ভ্রাতৃত্বসুলভ মনোভাব নিয়ে আচরণ করা উচিৎ। (бенгальським письмом)
- Dhara êk: Shômosto manush shadhinbhabe shôman môrjada ebong odhikar nie jônmogrohon kôre. Tãder bibek ebong buddhi achhe; shutorang shôkoleri êke ôporer proti bhrattrittoshulôbh mônobhab nie achorôn kôra uchit. (повна транскрипція)
- d̪ʱara æk ɕɔmost̪o manuɕ ɕad̪ʱinbʱabe ɕɔman mɔrdʑad̪a eboŋ od̪ʱikar nie dʑɔnmoɡrohon kɔre. t̪ãd̪er bibek eboŋ bud̪ʱːi atɕʰe; ɕut̪oraŋ ɕɔkoleri æke ɔporer prot̪i bʱrat̪ːrit̪ːoɕulɔbʱ mɔnobʱab nie atɕorɔn kɔra utɕʰit̪. (транскрипція МФА)
- Всі люди народжуються вільними і рівними у своєму достоїнстві і правах. Вони наділені розумом і совістю і повинні діяти у відношенні один до одного в дусі братства. (переклад)

### Рахунок від 1 до 10
1. Êk
2. Dui
3. Tin
4. Char
5. Pãch
6. Chhôe
7. Shat
8. At
9. Nôe
10. Dôsh

## Вивчення в Україні
Бенгальська мова почала вивчатися в академічних установах України лише після відновлення незалежності в 1991 році. У 2011 році при Східно-Європейському інституті розвитку в Києві був створений Центр Тагора, де зокрема планується організація вивчення бенгальської мови.

### Загальні огляди
- Banglapedia, the national encyclopedia of Bangladesh, Asiatic Society of Bangladesh, Dhaka, 2003 .
- Sen, D, Bengali Language and Literature, International Centre for Bengal Studies, Calcutta, 1996 .
- Chatteji S. K. The origin and development of the Bengali language, р. 1—2. Calcutta, 1926;
- Быкова Е. М., Бенгальский язык, М., 1966;
- Чижикова К. Л., Библиография работ по бенгальскому языкознанию, М., 1974;
- Učida N., Der Bengali-Dialekt von Chittagong, Wiesbaden, 1970;
- Ray, P, Hai, MA et Ray, L, " Bengali language handbook ", dans Center for Applied Linguistics, Washington, 1966 (ISBN ASIN: B000B9G89C).
- Elvira Friedrich: Einführung in die indischen Schriften, Tl. 2. Gujarati, Gurmukhi, Bengali, Oriya. Hamburg 2002, ISBN 3-87548-219-0

### Фонологія
- Chatterji et SK, " Bengali Phonetics ", dans Bulletin of the School of Oriental and African Studies, 1921.
- Ferguson CA et Chowdhury M, " The Phonemes of Bengali ", dans Language, 36(1), Part 1, 1960.
- Hayes B et Lahiri A, " Bengali intonational phonology ", dans Natural Language & Linguistic Theory, Springer Science, 1991.

### Граматики й підручники
- Алексєєва Е. А. Підручник бенгальської мови Видавець Степаненко. — 2002.
- Dusan Zbavitel: Lehrbuch des Bengalischen. 2. Aufl. Heidelberg 1996, ISBN 3-87276-142-0
- Bonazzi, Eros, Grammatica Bengali, Libreria Bonomo Editrice, 2008 (ISBN 978-88-6071-017-8).
- Chatterji, Suniti Kumar. Bengali Self-Taught. Calcutta: Rupa & Co., 1991.
- Radice, W, Teach Yourself Bengali: A Complete Course for Beginners, NTC/Contemporary Publishing Company, 1994 (ISBN 0-8442-3752-3).
- Pabitra Sarkar, Bangla Bôlo (" Parle le bengali "), Proma prokashoni, 1990
- Bonazzi, Eros. Grammatica Bengali. Bologna: Libreria Bonomo Editrice, 2008. ISBN 978-88-6071-017-8

### Словники
- Бенгальско-русский словарь, М., 1957;
- Русско-бенгальский словарь, М., 1966;
- Bandyopādhyāy H., Bangīya çabdakoş, Khaṇḍ 1—2, Niu Dillī, 1966.